# Proavga lativalva
Proavga lativalva är en stekelart som beskrevs av Sergey A. Belokobylskij 1989. Proavga lativalva ingår i släktet Proavga och familjen bracksteklar. Inga underarter finns listade i Catalogue of Life.